# Gâteau de foire des Pays-Bas

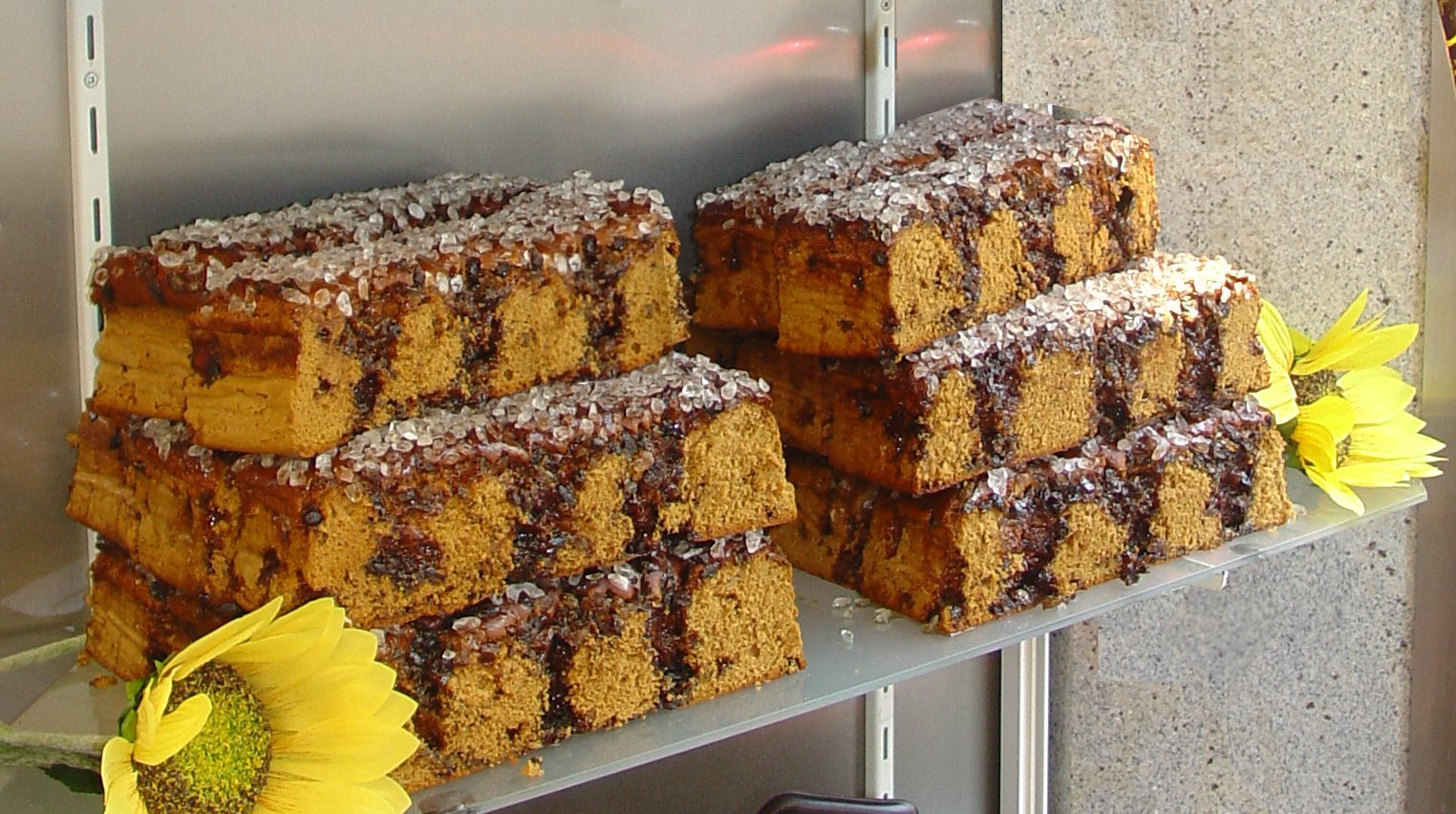
Le gâteau de foire des Pays-Bas.

Le gâteau de foire des Pays-Bas, également appelé gâteau de foire de Tiel, pain de foire ou pain d’amour, est un gâteau préparé en application d’une recette ancienne dont les ingrédients principaux sont le miel de la région de Betuwe et le seigle issu de la même région. Il ressemble au pain d’épice. L’enrichissement au sucre candi est essentiel dans sa préparation.
À l'origine, le pain de foire est un produit cuit et vendu uniquement pendant la foire automnale de Tiel.

## Histoire
En 1871, le pain de foire est mentionné par Jan ter Gouw dans son livre Les Amusements populaires, chapitre 3, d'où est tirée également la comptine suivante : 

« Jean, achète-moi un pain de foire
 Belle fille, moi et je n’ai pas d’argent ! »

Depuis toujours, le pain de foire est cuit pendant les préparatifs de la foire automnale de Tiel. Jadis, un pain de foire était acheté par des garçons de ferme amoureux. Le jeune homme offrait le gâteau à la fille désirée comme demande en mariage. Après une dizaine de jours, le dimanche, il lui rendait visite. Si elle lui offrait le café accompagné d’une tranche de pain de foire, elle acceptait sa demande. Si elle lui offrait le café sans pain de foire, la réponse était clairement négative.
Aujourd’hui, le pain d’amour ne représente plus une demande de mariage mais est surtout un signe d’appréciation, amical, familial ou professionnel. Au cours du XXe siècle, la tradition de la demande en mariage est tombée dans l’oubli, tandis que la confection du pain de foire a perduré.
Le placement du pain de foire de Tiel sur la liste du patrimoine culturel des Pays-Bas protège l’ensemble du pain de foire et son histoire. Depuis que le pain de foire est placé sur la liste du patrimoine culturel, similaire à l'UNESCO, il est en vente toute l’année dans une boulangerie à Tiel.